# Seaxburh
Seaxburh (též Sexburga, † asi roku 674) byla královna Wessexu. Často je také nazývána královnou saského kmenového uskupení Gewisů, ze kterého se království Wessex vyvinulo.
Wessexu měla Seaxburh vládnout po dobu asi jednoho roku poté, co zemřel její manžel král Cenwalh v roce 672. V anglosaské Anglii bylo zcela výjimečné, aby žena vládla sama (suo iure), a Seaxburh je tak jedinou ženou v seznamu panovníků. Možná vládla déle než dvanáct měsíců, protože další panovník je zmíněn v Anglosaské kronice až k roku 674.
Nicméně, Beda Ctihodný uvádí, že po smrti Cenwalha „vzali vévodové vládu království na sebe“, takže kronikáři mohli takto vyřešit komplikovanou situaci. Po královně Seaxburh zřejmě nastoupil asi roku 674 král Æscwine.

## Rodina

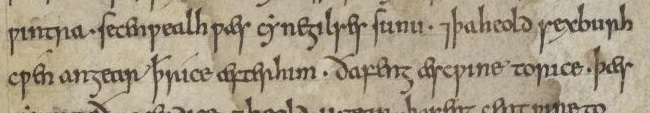
fragment z Anglosaské kroniky se zmínkou o královně Seaxburh: "wintra, se Cenwealh wæs Cynegilses sunu; 7 þa heold Sexburh cwen an gear þæt rice æfter him. Ða feng Æscwine to rice, þæs" (BL Cotton Tiberius A.iii, fol. 178r)

Zdrojů zmiňujících královnu Seaxburh je velmi poskrovnu a někdy si protiřečí. Následkem toho jsou také interpretace různých historiků odlišné.
Seaxburžin původ není znám. Její jméno naznačuje, že by mohla pocházet z rodu Wuffingů, dynastie vládnoucí ve Východní Anglii, u jejíž členů je element „Seax-“ častou součástí jména. Její původ z královského rodu Wessexu sice vyloučen není, ale tam bylo použití elementu „Seax-“ ve jménu neobvyklé. Král Cenwalh byl dvakrát ženatý; v prvním manželství se sestrou mercijského krále Pendy, kterou zapudil v roce 645; ve druhém manželství se Seaxburhou.
Rok jejího sňatku s Cenwalhem není znám, a ani žádní Seaxburžini potomci nejsou známi, ačkoliv Seaxburh mohla vládnout jako regentka za nám neznámého syna, což je praxe potvrzená ve franské říši, kde královny-vdovy jako Brunhilda a Fredegunda vykonávaly moc jménem svých dětí a vnoučat.
Dle jiných názorů měla být Seaxburh dcerou mercijského krále Pybby a sestrou Pendy. Když ji Cenvalh zapudil, byl Pendou vyhnán z Wessexu. Po návratu Cenwalha k moci a po jeho následné smrti měl Penda svou sestru Seaxburh dosadit na trůn jako královnu.

## Vláda
Cenwalh nastoupil na trůn po svém otci králi Cynegilsovi v roce 642. V roce 645 vpadl Penda na území Gewissů, protože, dle Bedy Ctihodného, Cenwalh zapudil svou první manželku, sestru Pendy, a oženil se s „jinou ženou“ (Seaxburh). Cenvalh uprchl na dvůr krále Východní Anglie Anny, který byl s Pendou také znepřátelený. Kdo vládl království Wessex během Cenwalhova vyhnanství, není známo. Pravděpodobně to byl během této doby Cenberht, otec budoucího krále Cædwally. V roce 648 za neznámých okolností získal Cenwalh moc opět.
Podle Anglosaské kroniky zemřel Cenwalh v roce 672 a jeho vdova Seaxburh převzala vládu na dobu jednoho roku. Takovéto vylíčení událostí se však zdá být silně zjednodušující. Beda Ctihodný naproti tomu uvádí, že říše byla rozdělena mezi nižší krále. Je pravděpodobné, že po Cenwalhově smrti země postrádala „silnou ruku“ dominantního krále a že se v následujícím 10letém období oslabení ústřední moci rozpadla na dílčí království, přičemž Seaxburze bylo přiznáno přinejmenším dominantní postavení.
Zdá se, že Seaxburh nevykonávala moc za své děti jako regentka, ale že vládla sama, což je v anglosaské historii zcela výjimečné. Je to jediná královna zmiňovaná v anglosaských královských seznamech. Pravděpodobně vládla o něco déle než jeden rok, protože Æscwine měl začít vládnout jako král až od roku 674. Rok 674 je tedy pravděpodobným rokem jejího úmrtí, neboť k roku 675 kroniky uvádějí, že Západní Sasové v té době prováděli úspěšné vojenské operace pod Æscwinovým vedením proti mercijskému králi Wulfherovi.